# Sphaerocoryphe
Sphaerocoryphe – rodzaj stawonogów z wymarłej gromady trylobitów, z rzędu Phacopida. Żył w okresie ordowiku. Jego skamieniałości znaleziono w Australii, Europie i Ameryce Północnej.